# العلاقات الأردنية السيشلية
العلاقات الأردنية السيشلية هي العلاقات الثنائية التي تجمع بين الأردن وسيشل.

## مقارنة بين البلدين
هذه مقارنة عامة ومرجعية للدولتين:
| وجه المقارنة                                              | الأردن                   | سيشل                                                |
| --------------------------------------------------------- | ------------------------ | --------------------------------------------------- |
| المساحة (كم2)                                             | 89.34 ألف                | 459                                                 |
| عدد السكان (نسمة)                                         | 9.81 مليون               | 95.84 ألف                                           |
| الكثافة السكانية (ن./كم²)                                 | 109.81                   | 20.88 ألف                                           |
| العاصمة                                                   | عمان                     | فيكتوريا                                            |
| اللغة الرسمية                                             | اللغة العربية            | لغة فرنسية، لغة إنجليزية، اللغة الكريولية السيشيلية |
| العملة                                                    | دينار أردني              | روبية سيشلية                                        |
| الناتج المحلي الإجمالي (بليون دولار)                      | 40.07 مليار              | 1.49 مليار                                          |
| الناتج المحلي الإجمالي (تعادل القوة الشرائية) بليون دولار | 82.80 مليار              | 2.54 مليار                                          |
| الناتج المحلي الإجمالي الاسمي للفرد دولار أمريكي          | 4.94 ألف                 | 15.48 ألف                                           |
| الناتج المحلي الإجمالي للفرد دولار أمريكي                 | 12.05 ألف                | 26.42 ألف                                           |
| مؤشر التنمية البشرية                                      | 0.748                    | 0.772                                               |
| رمز المكالمات الدولي                                      | +962                     | +248                                                |
| رمز الإنترنت                                              | .jo                      | .sc                                                 |
| المنطقة الزمنية                                           | ت ع م+02:00، ت ع م+03:00 | ت ع م+04:00                                         |

## منظمات دولية مشتركة
يشترك البلدان في عضوية مجموعة من المنظمات الدولية، منها:
| علم المنظمة | اسم المنظمة                               | تاريخ انضمام الأردن | تاريخ انضمام سيشل |
| ----------- | ----------------------------------------- | ------------------- | ----------------- |
|             | يونسكو                                    | 14 يونيو 1950       | 18 أكتوبر 1976    |
|             | وكالة ضمان الاستثمار متعدد الأطراف        | 12 أبريل 1988       | 15 سبتمبر 1992    |
|             | الأمم المتحدة                             | 14 ديسمبر 1955      | 21 سبتمبر 1976    |
|             | الاتحاد البريدي العالمي                   | ?                   | ?                 |
|             | البنك الدولي للإنشاء والتعمير             | 29 أغسطس 1952       | 29 سبتمبر 1980    |
|             | الاتحاد الدولي للاتصالات                  | 20 مايو 1947        | 17 سبتمبر 1999    |
|             | منظمة حظر الأسلحة الكيميائية              | ?                   | 29 أبريل 1997     |
|             | مؤسسة التمويل الدولية                     | 20 يوليو 1956       | 11 يونيو 1981     |
|             | المركز الدولي لتسوية المنازعات الاستشارية | 29 نوفمبر 1972      | 19 أبريل 1978     |
|             | منظمة الشرطة الجنائية الدولية             | ?                   | 1 سبتمبر 1977     |

## وصلات خارجية
- موقع وزارة الخارجية الأردنية
- موقع وزارة الخارجية السيشلية